# Antonio Consetti
Antonio Consetti (Modena, 23 febbraio 1686 – Modena, 24 gennaio 1766) è stato un pittore italiano.

## Biografia

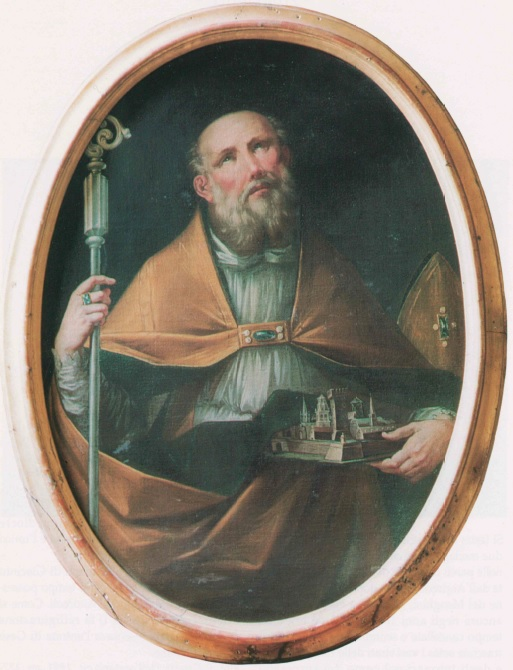
Antonio Consetti, San Possidonio protettore della Mirandola

Fu rappresentato nella Galleria Estense della sua città natale, da una Vergine del Rosario con San Domenico, San Giuseppe e Angeli. Dipinse la Vergine e il bambino con Santa Rosa alla Galleria civica di Modena. Insieme a Pellegrino Spaggiari, decorò la volta della Sala dei Cardinali al Collegio San Carlo di Modena. Nel 1722 tornò a Modena per aprire un'Accademia di disegno. Era figlio del pittore Jacopino Consetti (1651-1726) Tra gli allievi di Consetti ci furono Pietro Boselli, che lavorò principalmente a Roma, Silvio Barbini a Modena, e Alessandro Bruggiati